# Stara Synagoga Klausowa w Pradze
Stara Synagoga Klausowa w Pradze – nieistniejąca synagoga znajdująca się w Pradze, w dzielnicy Josefov, zaraz obok Starego Cmentarza Żydowskiego.
Synagoga została zbudowana w 1564 roku, w stylu renesansowym, z inicjatywy starosty żydowskiego getta Mordechaja Maisela. Równocześnie z nią powstały budynki mykwy i szkoły talmudycznej rabina Loewa.
W 1689 roku synagoga spłonęła podczas pożaru prawobrzeżnej Pragi. Jej ówczesny przewodniczący Salamoun Chalisz Kohen doprowadził do powstania nowej synagogi zwanej Klausową, której nazwa pochodzi od trzech małych budynków zwanych klausami (po niemiecku Klaus znaczy mała budowla) zniszczonych przez pożar.